# كريستال ريد
كريستال ماري ريد (ولدت في 6 فبراير 1985) ممثلة أمريكية، ظهرت في عدة أدوار تلفزيونية وسينمائية منها «ايمي جونسون» فيلم حب مجنون، أحمق (2011), وظهرت في دور «أليسون أرجنت» في المسلسل التلفزيون ذئب مراهق (2011) على قناة إم تي في.

## روابط خارجية
- كريستال ريد على موقع IMDb (الإنجليزية)
- كريستال ريد على موقع روتن توميتوز (الإنجليزية)
- كريستال ريد على موقع ألو سيني (الفرنسية)
- كريستال ريد على موقع أول موفي (الإنجليزية)
- كريستال ريد على موقع بوكس أوفيس موجو (الإنجليزية)
- كريستال ريد على موقع قاعدة بيانات الفيلم (الإنجليزية)
- كريستال ريد على موقع كينوبويسك (الروسية)
- CrystalmReedعلى تويتر.